# تاکاشی موراکامی
تاکاشی موراکامی (به انگلیسی: Takashi Murakami؛ به ژاپنی: 村上 隆؛ زاده ۱ فوریه ۱۹۶۲) هنرمند معاصر اهل ژاپن است. او در رشته‌های هنرهای زیبا —مانند نقاشی و مجسمه‌سازی—و همچنین در آنچه که به رسانه‌های تجاری موسوم هستند —مد، کالا و انیمیشن— کار کرده و برای محو کردن مرز بین هنر سطح بالا و پایین شناخته شده‌است.

## سبک
او واژه سوپرفِلَت (به انگلیسی: superflat) را ابداع کرده که توصیف توامان ویژگی‌های زیبایی‌شناختی هنرهای سنتی ژاپنی و ماهیت فرهنگ و جامعه ژاپن پس از جنگ جهانی دوم است. سوپرفلت همچنین به عنوان اصطلاحی برای توصیف سبک هنری خود موراکامی و دیگر هنرمندان تحت تأثیر او نیز استفاده می‌شود. تاکاشی موراکامی در دهه ی۹۰ با نظریه سوپرفلت خود و به خاطر برپایی نمایشگاهی با همین عنوان، که ریشه‌های فرهنگ بصری ژاپن معاصر را با هنر تاریخی ژاپنی مرتبط کرده، مشهور شد. او از سوپرفلت در معانی گسترده‌ای استفاده می‌کند بنابراین دارای تنوع زیادی است. برخی از آثار مصرف‌گرایی و فتیشیسم پس از جنگ در ژاپن می‌پردازد. این آثار کشف تمایلات جنسی اوتاکو از طریق تصاویر گروتسک یا تحریف شده‌است.

توپ کیهان اثر تاکاشی موراکامی، سال ۲۰۰۰، ساخته شده از پلاستیک، موزه هنر هونولولو

## زندگی
موراکامی در ۱۹۶۲ در توکیو ژاپن متولد شد. او برای تحصیل در رشتهٔ انیمیشن وارد دانشگاه هنرهای توکیو شد اما در نهایت مدرک دکترای خود را در رشته نقاشی سنتی ژاپنی دریافت کرد. در سال ۱۹۹۶ کارگاه هیروپن را در توکیو به راه انداخت که بعدها به شرکت «کایکای کیکی» (به انگلیسی: Kaikai Kiki Co. Ltd) توسعه یافت. این شرکت علاوه بر بازاریابی آثار موراکامی، کارهای ویژه دیگری همچون حمایت از هنر جوان ژاپن را بر عهده دارد. موراکامی از طریق این شرکت که مؤسس و رئیس آن است موفق به اشتغال چند جوان هنرمند و سازماندهی دوسالانه هنری نمایشگاه GEISAI شد.
موراکامی به جز سردمداری فرهنگی یک موزه‌دار و ناظر موشکاف جامعه امروز ژاپن نیز هست. او هم‌اکنون در توکیو کار و زندگی می‌کند.

## ارزش آثار
در نوامبر سال ۲۰۰۳ آرت نیوز گزارش داد که آثار موراکامی از پرطرفدارترین آثار هنری در جهان است. در ماه مه سال ۲۰۰۲ مجسمه هیروپن که مجسمه‌ای از یک شخصیت انیمه است به مبلغ ۴۲۷٬۵۰۰ دلار در حراج خانه کریستیز به فروش رسید. یک سال بعد مجسمه دیگری از او به مبلغ ۵۶۷٬۵۰۰ دلار به فروش رسید. افزایش ارزش آثار او همچنان ادامه داشته و در ماه مه سال ۲۰۰۸ مجسمه «کابوی تنها و بیکس من» (۱۹۹۸) که از خودارضایی یک پسر در یک انیمه الهام گرفته شده به مبلغ ۱۳٫۵ میلیون دلار در ساتبیز به فروش رسید.